# Erkut
Erkut ist ein türkischer männlicher Vorname.

## Namensträger
- Erkut Kızılırmak (* 1969), türkischer Rennfahrer
- Erkut Şentürk (* 1994), türkischer Fußballspieler
- Erkut Tekinsoy (* 1990), österreichischer Fußballspieler
- Erkut Yilmaz (* 1975), US-amerikanischer Pokerspieler